# Богаревиця
Богаре́виця — село в Кам'янській сільській громаді Берегівського району Закарпатської області України.

## Історія
На схід від Богаревиці, на віддалі 1,5 кілометра, на невисокому підвищенні — пізньопалеолітичні стоянки.
Перша письмова згадка про село датується 1412 року.

## Храми
Храм Різдва Пр. Богородиці.
В 1840—1915 рр. село Богаревиця, було філією Кам'янського. Протягом 30-ти років (1879—1900 рр.) вірників села Богаревиця та Кам'янське обслуговував греко-католицький священник Емерік Дудинський, а з 1900—1910 його син Іван Дудинський. У 1740 р. згадують дерев'яну церкву з одним дзвоном. За переказом, жителі Богаревиці силою взяли дерев'яну церкву із сусідньої Воловиці, коли звідти всі чоловіки поїхали в Солотвино на сіль. Парохія постала в 1821 р. за священика Михайла Кофлановича. На нову муровану церкву, яку споруджували в 1885—1887 роках, каміння возили возами з Арданова. Над входом датою спорудження вказано 1807 р. Це рік початку будівництва, бо церква, як кажуть у селі, будувалася дуже довго. На зворотньому боці «Тайної вечері» збереглася дата виготовлення або встановлення іконостасу — «A. D. 1860».
Два дзвони для церкви вилив Ф. Еґрі в 1921 та 1924 роках (останній подарували Андрій Русин та його дружина Марія Плега). Найменший дзвін зробили на пряшівській ливарні в 1808 р. У селі записали легенду про стародавній дзвін, що його подарувала київська князівна Настя і який зберігався у дерев'яній церкві. Під час татарських набігів його закопали у землю. Кінь пастуха випадково зачепився за дзвін, і так його знайшли. Люди принесли той дзвін у село. Він був із срібла і мав двояке забарвлення. Коли було сонячно, дзвін виглядав жовтим, а в хмарну погоду — синім. У Першу світову війну дзвін знищили. Ця легенда лягла в основу поеми Василя Пачовського «Сріберний дзвін», звідки походить поетична назва Закарпаття — Срібна Земля.
"Настин дзвін"
Легенд про силу церковного дзвону на Закарпатті, власне, як і по всій Україні існує багато. До речі, іншу назву Закарпаття — «Сріберна Земля» — пов'язують саме із легендою про церковний дзвін. Дзвін той за легендою не простий, а «сріберний», відлитий у Києві в 1034 році і подарований дочкою Ярослава Мудрого Анастасією, дружиною угорського короля Андраша І, Богаревицькій церкві, що на Іршавщині. Він захищав село та всю околицю від усяких бід і нещасть. Коли напала монголо-татарська орда на наш край, срібний дзвін закопали у полі, щоб уберегти від загарбників. Але навіть під землею він не знав спокою і своїм гудінням попереджав про небезпеку, що насувалась. Згодом його викопали і, як свідчить історія, «Настин дзвін» впродовж століть служив народу та прикрашав церковну вежу в селі Богаревиці. Але у 1917 році реквізували дзвін, вивезли до Братислави та розбили.

## Населення
Згідно з переписом УРСР 1989 року чисельність наявного населення села становила 519 осіб, з яких 259 чоловіків та 260 жінок.
За переписом населення України 2001 року в селі мешкало 512 осіб.

### Мова
Розподіл населення за рідною мовою за даними перепису 2001 року:
| Мова       | Кількість | Відсоток |
| ---------- | --------- | -------- |
| українська | 511       | 99.61%   |
| російська  | 2         | 0.39%    |
| Усього     | 513       | 100%     |

## Туристичні місця
- на невисокому підвищенні — пізньопалеолітичні стоянки.
- «Настин дзвін». 1917 року реквізували дзвін, вивезли до Братислави та розбили. Ця легенда лягла в основу поеми Василя Пачовського «Сріберний дзвін», звідки походить поетична назва Закарпаття — Срібна Земля.
- Храм Різдва Пр. Богородиці.